# Pavel Gajdoš
Pavel Gajdoš, né le 1er octobre 1936 à Grand Bérezny, en Ukraine et mort le 6 décembre 2022 à Prague, est un gymnaste slovaque ayant représenté la Tchécoslovaquie.
C'est le fils de Jan Gajdoš qui a été son premier entraîneur. Il a concouru entre 1951 et 1968. Il remporte la médaille de bronze par équipes lors des championnats du monde de gymnastique artistique 1962.